# Ala Peunova
Ala Peunova (3 de agosto de 1946-8 de agosto de 1986) fue una deportista soviética que compitió en tiro con arco, en la modalidad de arco recurvo. Ganó dos medallas de oro en el Campeonato Europeo de Tiro con Arco al Aire Libre de 1972, oro por equipo y plata individual.

## Palmarés internacional
| Campeonato Europeo al Aire Libre | Campeonato Europeo al Aire Libre | Campeonato Europeo al Aire Libre | Campeonato Europeo al Aire Libre |
| Año                              | Lugar                            | Medalla                          | Prueba                           |
| -------------------------------- | -------------------------------- | -------------------------------- | -------------------------------- |
| 1972                             | Walferdange (Luxemburgo)         | Medalla de oro                   | Equipo                           |
| 1972                             | Walferdange (Luxemburgo)         | Medalla de plata                 | Individual                       |